# Wall Street (film)
Wall Street je americký film z roku 1987 společnosti 20th Century Fox. Režíroval ho Oliver Stone a v hlavních rolích se objevili Michael Douglas, Charlie Sheen, Martin Sheen a Daryl Hannah. Film vypráví o mladém ambicióním makléřovi Bud Foxovi (Charlie Sheen), který se chce dostat do vyšších kruhů, které představuje Budův hrdina – Gordon Gekko (Michael Douglas).
Postava makléře Buda Foxe je inspirována Stoneovým otcem, který byl makléřem během Velké hospodářské krize. Postava Gordona Gekka je inspirována finančníky té doby (Ivan Boesky, Carl Icahn, Michael Milken).
Film se těšil pozitivním ohlasům jak od kritiky, tak od fanoušků. Celkem film vydělal 43 848 100 amerických dolarů, což je téměř 3x více než jeho rozpočet. Michael Douglas získal za ztvárnění Gordona Gekka cenu Oscar za nejlepší mužský herecký výkon v kategorii hlavní role. Mnoho lidí navíc říká, že je film a hlavně postava Gordona Gekka inspirovala, aby se stali obchodníky s akciemi.
V roce 2010 bylo do kin uvedeno pokračování s názvem Wall Street: Peníze nikdy nespí, kde si zopakovali svoji roli jak Michael Douglas, tak Charlie Sheen.

## Děj
Film se odehrává v roce 1985. Bud Fox (Charlie Sheen) je ambiciozní makléř – nováček, který pracuje u společnosti Jackson Steinem & Co. společně s přáteli Marvinem (taktéž nováček) a Louem (starší pán, který přišel o svůj podnik a musel si najít jinou práci). Budův sen je stát se "velkým hráčem", podobně jako jeho idol – investor a corporate raider Gordon Gekko (Michael Douglas). Neúspěšně, jako každý den, volá do kanceláře Gordona Gekka, jestli by s ním nemohl navázat spolupráci a nestát se jeho makléřem. Večer se schází se svým otcem (Martin Sheen), který pracuje jako odborář u letecké společnosti Bluestar Airlines. Od něho se dozvídá, že aerolinky budou zproštěny obvinění, což povede k expanzi společnosti.
Druhý den Bud zjišťuje, že Gordon Gekko má narozeniny. Toho chce využít jako záminku pro vstup do Gekkovi kanceláře. Jeho plán se mu povede a setkává se s Gordonem Gekkem tváří v tvář. Bud mu chce dokázat, že je dobrým makléřem a mohl by být v Gekkově týmu užitečný, tak dává Gordonovi tipy na dobré akcie. Gordon odmítá se slovy, že tohle už dávno ví a nepotřebuje dalšího makléře. Buda tedy napadne informovat ho o aerolinkách Bluestar, o kterých ví, že budou zproštěny obvinění. To Gekka ohromí, protože tuto informaci nemá, a řekne Budovi, ať mu tedy koupí 20 000 akcií.
Další den se skutečně potvrdí, že Bluestar jsou zproštěny obžaloby a cena akcií Bluestar vyletí strmě vzhůru, na čemž vydělává Gekko miliony. Gekko, spokojený s vývojem akcií, navazuje s Budem spolupráci. Vloží na účet milion dolarů a požádá Buda, ať je vhodně investuje. Budovi se ale nedaří a Gordon, který nesnáší ztráty, chce ukončit jejich spolupráci. Bud se snaží přesvědčit Gordona, ať nic nevzdává – časem mu dokáže, že je dobrým makléřem. Gordon Budovi poradí, aby mu přestal zasílat informace a začal mu je shánět. Budův první úkol je špehovat Gordonova konkurenta – sira Lawrence "Larryho" Wildmana (Terence Stamp). Bud uspěje, Gordon využije informace, že Wildman chce skoupit ocelárny Anacott Steel, a sám nakoupí velkou část akcií. Bud poté na Gordnův příkaz uměle vyžene cenu akcií Anacott vzhůru. Wildman nyní musí nakupovat drahé akcie, zatímco Gordon vydělává miliony. Večer je Bud pozvaný na večírek u Gordona doma, kde se seznámí s bytovou dekoratérkou Darien (Daryl Hannah), do které se zamiluje. Na večírek přijíždí i sir Lawrence Wildman. Následný rozhovor mezi Gordonem a Wildmanem se vyostřuje a Gordon slíbí Wildmanovi, že mu prodá všechny akcie Anacott Steel, ale za 2x větší cenu, že za kterou je koupil.
Bud stoupá na společenském žebříčku a dál shání tajné informace pro Gordona. Mezitím si z vydělaných peněz koupí nový byt v New Yorku a začne žít s Darien. Gordon mezitím koupí papírny Teldar, které rozprodá po částech. Buda napadne, jestli by Gordon neměl zájem i o Bluestar Airlines, do kterých by zainvestoval své peníze a pomohl je postavit na nohy. Gordon váhá, ale nakonec přijímá. Poté se koná schůzka odborů společnosti Bluestar a Gordon s Budem jim přednesou svoji vizi, jak udělat z aerolinek prosperující podnik. Všichni souhlasí až na Budova otce, který Gekkovi nevěří. Bud se mu snaží jeho stanovisko rozmluvit, ale marně.
Další den jde Bud na schůzku s bankéři, právníky a představiteli Bluestar. Tam se ale dozví, že Gordon nemá zájem postavit aerolinky na nohy, ale naopak je rozprodat po částech a zčásti si nechat peníze z důchodového fondu pro zaměstnance. Bud je zoufalý a jde za Gekkem do kanceláře, kde se mu snaží jeho záměr rozmluvit. Gordon mu vysvětlí, že on jako budoucí prezident aerolinek dostane "zlatý padák" a bude mít víc peněz, než si dokáže představit. Navzdory tomu chce Bud aerolinky zachránit, a proto další den zorganizuje umělé zvedání ceny akcií, aby už nemohl Gordon žádné nakoupit a nestát se tak majoritním vlastníkem společnosti, a poté zase umělé snížení cen akcií, na což reaguje Gordon prodáním všech, které má. Gordon nakonec úplně upustí od svého záměru a Bud se domluví s Wildmanem, že koupí všechny akcie a zkusí dát firmu dohromady s ním. Tím de facto zachraňuje společnost.
Další den jde Bud vítězoslavně do práce, ale je zatčen za manipulování cen akcií. Nakonec se s policií a SEC domluví, že sežene důkaz na Gordona Gekka a tím jim pomůže dostat ho za mříže. Gekko a Bud se schází v parku. Gordon Buda fyzicky napadne a v záchvatu zuřivosti mu vytkne, že mu ukázal cestu, jak se stát úspěšným a on mu takhle nevděčně oplácí, přičemž vyjmenuje firmy, na kterých spolu pracovali. Gordon je nakonec usvědčen a poslán za mříže za insider trading. Poslední scéna zobrazuje Buda, jak stojí před soudem, kde bude souzen za manipulování akciového trhu.

## Obsazení
| Charlie Sheen    | Bud Fox              |
| Michael Douglas  | Gordon Gekko         |
| Martin Sheen     | Carl Fox             |
| Daryl Hannah     | Darien Taylor        |
| Hal Holbrook     | Lou Mannheim         |
| John C. McGinley | Marvin               |
| Terence Stamp    | Sir Lawrence Wildman |
| James Spader     | Roger Barnes         |
| Sean Young       | Katherine Gekko      |
| Saul Rubinek     | Harold Salt          |
| James Karen      | Lynch                |
| Frank Adonis     | Charlie              |